# Sainte-Marie (circonscription provinciale)
Pour les articles homonymes, voir Sainte-Marie.
Sainte-Marie est une ancienne circonscription électorale du Québec, situé à Montréal.

## Liste des députés
| Législature                                     | Années    | Député               | Député                 | Parti           |
| ----------------------------------------------- | --------- | -------------------- | ---------------------- | --------------- |
| Sainte-Marie Créée depuis Montréal–Sainte-Marie |           |                      |                        |                 |
| 28e                                             | 1966–1969 |                      | Edgar Charbonneau      | Union nationale |
| 28e                                             | 1969–1970 | Jean-Jacques Croteau |                        | Union nationale |
| 29e                                             | 1970–1973 |                      | Charles-Henri Tremblay | Parti québécois |
| 30e                                             | 1973–1976 |                      | Jean-Claude Malépart   | Libéral         |
| 31e                                             | 1976–1981 |                      | Guy Bisaillon          | Parti québécois |
| 32e                                             | 1981–1982 |                      | Guy Bisaillon          | Parti québécois |
| 32e                                             | 1982–1985 |                      | Guy Bisaillon          | Indépendant     |
| 33e                                             | 1985–1989 |                      | Michel Laporte         | Libéral         |
| Dissoute dans Sainte-Marie—Saint-Jacques        |           |                      |                        |                 |

## Résultats électoraux
|                                                                                               | Nom                   | Parti                        | Nombre de voix | %      | Maj. |
| --------------------------------------------------------------------------------------------- | --------------------- | ---------------------------- | -------------- | ------ | ---- |
|                                                                                               | Michel Laporte        | Libéral                      | 8 855          | 47 %   | 455  |
|                                                                                               | Yves Dufour           | Parti québécois              | 8 400          | 44,6 % | -    |
|                                                                                               | Louise Boucher        | NPD Québec                   | 711            | 3,8 %  | -    |
|                                                                                               | Pierre Desrochers     | Union nationale              | 213            | 1,1 %  | -    |
|                                                                                               | Christian Dupuy       | Parti indépendantiste (2008) | 212            | 1,1 %  | -    |
|                                                                                               | Anne Farrell          | Parti humaniste              | 169            | 0,9 %  | -    |
|                                                                                               | Bertrand Des Aulniers | Mouvement socialiste         | 88             | 0,5 %  | -    |
|                                                                                               | Luc Proulx            | Sans désignation             | 74             | 0,4 %  | -    |
|                                                                                               | Daniel Côté           | Commonwealth du Canada       | 68             | 0,4 %  | -    |
|                                                                                               | Serge Belzile         | Socialisme chrétien          | 39             | 0,2 %  | -    |
| Total                                                                                         | Total                 | Total                        | 18 829         | 100 %  |      |
| Le taux de participation lors de l'élection était de 67,1 % et 444 bulletins ont été rejetés. |                       |                              |                |        |      |

|                                                                                               | Nom                     | Parti              | Nombre de voix | %      | Maj.  |
| --------------------------------------------------------------------------------------------- | ----------------------- | ------------------ | -------------- | ------ | ----- |
|                                                                                               | Guy Bisaillon (sortant) | Parti québécois    | 13 667         | 61,4 % | 6 067 |
|                                                                                               | Jacques Dion            | Libéral            | 7 600          | 34,1 % | -     |
|                                                                                               | Paul-Émile Gélinas      | Union nationale    | 493            | 2,2 %  | -     |
|                                                                                               | Lorraine Rondeau        | Communiste ouvrier | 147            | 0,7 %  | -     |
|                                                                                               | Jacques Lavoie          | Indépendant        | 101            | 0,5 %  | -     |
|                                                                                               | Claude Brunelle         | Marxiste-léniniste | 85             | 0,4 %  | -     |
|                                                                                               | Maurice Gohier          | Travailleurs       | 63             | 0,3 %  | -     |
|                                                                                               | René Paré               | Crédit social uni  | 43             | 0,2 %  | -     |
|                                                                                               | Gaétan Trudel           | Communiste         | 43             | 0,2 %  | -     |
|                                                                                               | Stéphane Verdier        | Indépendant        | 34             | 0,2 %  | -     |
| Total                                                                                         | Total                   | Total              | 22 276         | 100 %  |       |
| Le taux de participation lors de l'élection était de 75,1 % et 322 bulletins ont été rejetés. |                         |                    |                |        |       |

|                                                                                               | Nom                            | Parti                 | Nombre de voix | %      | Maj.  |
| --------------------------------------------------------------------------------------------- | ------------------------------ | --------------------- | -------------- | ------ | ----- |
|                                                                                               | Guy Bisaillon                  | Parti québécois       | 13 617         | 55 %   | 5 043 |
|                                                                                               | Jean-Claude Malépart (sortant) | Libéral               | 8 574          | 34,6 % | -     |
|                                                                                               | André Roy                      | Union nationale       | 1 711          | 6,9 %  | -     |
|                                                                                               | Roger Hébert                   | Ralliement créditiste | 674            | 2,7 %  | -     |
|                                                                                               | André Rousseau                 | Travailleurs          | 107            | 0,4 %  | -     |
|                                                                                               | René Denis                     | NPD Québec            | 90             | 0,4 %  | -     |
| Total                                                                                         | Total                          | Total                 | 24 773         | 100 %  |       |
| Le taux de participation lors de l'élection était de 81,5 % et 795 bulletins ont été rejetés. |                                |                       |                |        |       |

|                                                                                               | Nom                              | Parti           | Nombre de voix | %      | Maj. |
| --------------------------------------------------------------------------------------------- | -------------------------------- | --------------- | -------------- | ------ | ---- |
|                                                                                               | Jean-Claude Malépart             | Libéral         | 10 958         | 46,2 % | 48   |
|                                                                                               | Charles-Henri Tremblay (sortant) | Parti québécois | 10 910         | 46 %   | -    |
|                                                                                               | Claude Genest                    | Créditiste      | 1 064          | 4,5 %  | -    |
|                                                                                               | Paul-Émile Gélinas               | Union nationale | 694            | 2,9 %  | -    |
|                                                                                               | Jacques Bernard                  | Communiste      | 116            | 0,5 %  | -    |
| Total                                                                                         | Total                            | Total           | 23 742         | 100 %  |      |
| Le taux de participation lors de l'élection était de 75,9 % et 842 bulletins ont été rejetés. |                                  |                 |                |        |      |

|                                                                                               | Nom                            | Parti                 | Nombre de voix | %      | Maj.  |
| --------------------------------------------------------------------------------------------- | ------------------------------ | --------------------- | -------------- | ------ | ----- |
|                                                                                               | Charles-Henri Tremblay         | Parti québécois       | 10 707         | 42,6 % | 2 513 |
|                                                                                               | Jean-Claude Malépart           | Libéral               | 8 194          | 32,6 % | -     |
|                                                                                               | Jean-Jacques Croteau (sortant) | Union nationale       | 5 165          | 20,5 % | -     |
|                                                                                               | Claude Larocque                | Ralliement créditiste | 1 088          | 4,3 %  | -     |
| Total                                                                                         | Total                          | Total                 | 25 154         | 100 %  |       |
| Le taux de participation lors de l'élection était de 73,1 % et 666 bulletins ont été rejetés. |                                |                       |                |        |       |

|                                                                                               | Nom                  | Parti                 | Nombre de voix | %      | Maj.  |
| --------------------------------------------------------------------------------------------- | -------------------- | --------------------- | -------------- | ------ | ----- |
|                                                                                               | Jean-Jacques Croteau | Union nationale       | 5 142          | 56,4 % | 3 797 |
|                                                                                               | Jean-Paul Trudel     | Ralliement créditiste | 1 345          | 14,8 % | -     |
|                                                                                               | Réginald Chartrand   | Indépendant           | 974            | 10,7 % | -     |
|                                                                                               | Richard Hébert       | Sans désignation      | 730            | 8 %    | -     |
|                                                                                               | Jean-Paul Cloutier   | Indépendant           | 516            | 5,7 %  | -     |
|                                                                                               | Paul Aubut           | Sans désignation      | 213            | 2,3 %  | -     |
|                                                                                               | Lucien Vallée        | Crédit social uni     | 190            | 2,1 %  | -     |
| Total                                                                                         | Total                | Total                 | 9 110          | 100 %  |       |
| Le taux de participation lors de l'élection était de 29,4 % et 677 bulletins ont été rejetés. |                      |                       |                |        |       |

|                                                                                             | Nom                         | Parti               | Nombre de voix | %      | Maj.  |
| ------------------------------------------------------------------------------------------- | --------------------------- | ------------------- | -------------- | ------ | ----- |
|                                                                                             | Edgar Charbonneau (sortant) | Union nationale     | 11 285         | 52,4 % | 3 350 |
|                                                                                             | Ronald Poupart              | Libéral             | 7 935          | 36,8 % | -     |
|                                                                                             | Paul Soulard                | RIN                 | 1 930          | 9 %    | -     |
|                                                                                             | Jacques Racicot             | Ralliement national | 404            | 1,9 %  | -     |
| Total                                                                                       | Total                       | Total               | 21 554         | 100 %  |       |
| Le taux de participation lors de l'élection était de 58 % et 685 bulletins ont été rejetés. |                             |                     |                |        |       |